# Šnaps
Šnaps je kartaška igra vrlo popularna u Hrvatskoj.

Šnaps se može kartati u dvoje, troje ili četvero, ali je najpopularnija i najčešća igra u dvoje (no, to je možda zato što pravila za igru u troje i četvero nisu baš poznata).

Šnaps je ista igra kao austrijski Schnapsen. Ima i sličnosti s njemačkom igrom koja se zove 66, ali nije ista igra.  

## Pravila

### Ciljevi
Ciljevi igre su uvijek isti s koliko god igrača se igra.

Na početku igre svi igrači imaju određeni broj bodova (uobičajeno je 7 ili 9). Cilj je spustiti se do 0.
U svakom dijeljenju, igrač ima priliku "ići za" neku vrijednost (od 1 do 3) ovisno o vrijednosti u kartama što imaju oba igrača.

Vrijednosti karata su sljedeće:
- As - 11
- Deset - 10
- Kralj - 4
- Dama - 3
- Dečko - 2

Karte veće vrijednosti nose one manje vrijednosti ako su iste boje. Iznimka su aduti.

Igrač mora imati 66 (u kartama) da bi mogao reći "dosta" ili "imam dosta". To znači da je on pobijedio to dijeljenje i sada se računa za koliko "ide" (dolje):
1. Ako protivnik nema niti jedan štih (tj. vrijednost karata mu je 0) tad igrač "ide za 3".
2. Ako protivnik ima u kartama vrijednost od 0 do 33 (ne uključujući 33) tad igrač "ide za 2".
3. Ako protivnik ima mač (tj. vrijednost od 33) ili više igrač ide samo za 1.

Tako se igra dok jedan igrač ne "izađe" (tj. dođe do 0). Primijetimo da u više igrača, ako jedan izađe, drugi mogu nastaviti igrati (u dvoje odnosno troje).

### Dijeljenje i određivanje aduta
Šnaps se igra s 20 karata (as, kralj, dama, dečko, X), najčešće s mađaricama. Primijetimo da je to zbog popularnosti mađarica u Hrvatskoj, ne zato što se ne može s drugim špilovima.

Karte se dijele u obrnutom smjeru od kazaljke na satu (tj. kao i u beli).

### Aduti i poštovanje
U svim vrstama šnapsa postoje aduti i poštovanje.

Adut je boja koja je na početku određena kao "glavna" u tom dijeljenju, tj. ona nosi svaku drugu boju.

Npr. ako je adut srce i igra se zelje, onda se ta karta može uzeti samo s kartom iste boje (u našem slučaju zelje) i veće vrijednosti ili s bilo kojim adutom (u našem slučaju srce).

Poštovanje se odnosi na to da igrač mora na neku boju odgovoriti istom bojom. Npr. ako je netko igrao zelje asa, drugi igrač(i) moraju odgovoriti sa zelje.
Ako drugi igrač(i) nemaju tu istu boju, onda moraju igrati adut. Ako ni aduta nemaju, onda igraju bilo što.

Isto vrijedi i pravilo da igrači moraju igrati über (iber), tj. u našem primjeru, ako je netko igrao zelje (npr. damu), drugi moraju odgovoriti sa zeljem i (ako imaju) to zelje mora biti veće (znači, od cure je veće kralj, deset i as).

### Zvanja
U šnapsu postoje zvanja, relativno slično principu "bele" iz belota.
Cura i kralj u bilo kojoj istoj boji su 20.
Cura i kralj u adutu su 40.

Zvanja se mogu zvati samo dok je igrač u štihu, tj. na redu da igra. Igrač može baciti bilo koju od te dvije karte, pokazati drugu i reći 20 (odnosno 40). Pokazati drugu kartu nije nužno, ali se radi iz principa tako da se potvrdi da li igrač uistinu ima zvanje.

Ako igrač sa zvanjem ima dosta (npr. igrač ima 50 i ima zvanje 20 u ruci) onda se može zvati tako da igrač kaže "dosta" i računa se za koliko ide bez da protivnik nosi kartu koja je igrana, tj. tehnički da igrač zove dvadeset on mora baciti jednu kartu, ali ako ima dosta, protivnik je nema priliku odnijeti.
Tko vuče zadnji štih taj je automatski pobjednik.

### Šnaps u dvoje
Svakom igraču se podijele po tri karte, potom se jedna karta "okreće" (licem prema gore) i još se svakom podijeli po dvije karte.
Ostatak karata se stavlja na preokrenutu kartu licem prema dolje. Svaki igrač sada u ruci mora imati 5 karata.

Boja okrenute karte je adut za vrijeme tog dijeljenja. Prvi igra onaj igrač kojemu je dijeljeno, tj. onaj koji nije djelitelj.
Igra teče tako da nakon što netko igra, drugi odgovara na to. Ovisno tko baci jaču kartu (ili adut) nosi taj štih. Onaj igrač koji je pokupio štih vuče prvi kartu sa preokrenutog špila, a zatim vuče drugi igrač.

Dok god ima karti sa preokrenutog špila, ne vrijede pravila iberovanja i poštivanja. Nakon što se sve karte izvuku igrači moraju "poštivati" boju i iberovati u slučaju da imaju jaču kartu (naravno, može biti da neki igrač ima dosta i prije nego što se povuku sve karte).
Karta koja je okrenuta na početku, i nalazi se pod špilom, ne služi samo da označava adut.

Ta karta može se zamijeniti s dečkom (u adutu) ako je igrač u štihu. Npr. ako igrač ima damu i dečka u ruci i na štihu je, a karta za mijenjanje je kralj, igrač može zamijeniti dečka i kralja te zvati 40.
Još jedan važan koncept je zatvaranje. Ako igrač ima dobre karte (npr. 2-3 aduta, neko zvanje i sl.), tj. siguran je da bi mogao dobro proći može pokušati zatvoriti igru.
Zatvoriti se može samo ako je ostalo više od dvije karte za izvlačenje. Zatvaranje označavamo tako da uzmemo okrenutu kartu koja se nalazi ispod špila i stavimo je na špil (označavamo da više nema izvlačenja). Tada vrijede pravila poštovanja i iberovanja
Prednost zatvaranja je upravo u poštivanju no nedostatak je sljedeći:
- Ako protivnik nije imao nijedan štih za vrijeme zatvaranja, a igrač nema dovoljno nakon što je odigrao sve karte, onda protivnik ide za 3 (neovisno o tome koliko sad ima bodova ili koliko ima igrač).
- Ako je protivnik imao između 0 do mača za vrijeme zatvaranja, a igrač nema dovoljno na kraju, onda protivnik ide za 2.
- Ako je protivnik imao mač ili više, a igrač nema dovoljno na kraju, onda protivnik ide za 1.
- U slučaju rezultata 30:30 pobjednik je onaj igrač koji odnese zadnji štih

### Šnaps u troje
Svakom igraču se dijele po tri karte te se tad stavljaju dvije u talon (pokrivene). Onda igrač koji je s desne djelitelju (onaj koji je prvi dobio karte) mora zvati adut. Ako je igrač neodlučan, djelitelj mu može okrenuti sljedeću kartu koja bi svakako bila njegova. To uključuje rizik, no može pomoći. Ta karta je točno 12. po redu, tj. nijedna druga karta se ne "okreće".

Nakon zvanja, onaj koji je zvao može izabrati jednu ili dvije karte te ih zamijeniti za neku u talonu (igrač ne smije vidjeti što se nalazi u talonu, npr. ako uzima jednu mora ju uzeti nasumično).

U šnapsu u troje, ona dvojica igrača koji nisu zvali igraju zajedno, tj. štihovi koje nose im se broje zajednički protiv onoga koji je zvao.

Za razliku od šnapsa udvoje, pravila poštovanja i übera vrijede od samoga početka. Bodovanje i zvanja se i dalje provode isto.

### Šnaps u četvero
Dijeljenje teče slično dijeljenju u troje. Svakome se podijele po tri karte te onda igrač s desne djelitelju zove. Ovdje nema okretanja. Nakon zvanja svakome se podijele još dvije karte.

U ovom načinu igrač koji zove, zove određenu kartu, tj. kaže boju i koja je karta (npr. zelena X).
Onda onaj koji ima tu desetku igra s onim koji je zvao. Naravno, ako igrač sam ima tu istu kartu, onda igra sam protiv ostalih (koji igraju zajedno).

U pravilu se štihovi, tj. njihove vrijednosti ne bi trebali zbrajati među igračima dok nije igrana zvana karta, tj. nije potvrđeno tko s kim igra.